# Eurema hecabe
Espèce
Eurema hecabe est une espèce de lépidoptères de la famille des Pieridae et de la sous-famille des Coliadinae.

## Description

### Imago
C'est un petit papillon diurne dépassant à peine 4 cm d'envergure. Le mâle et la femelle sont d'une couleur jaune plus ou moins intense sur les deux faces. L'apex des antérieures est largement bordé de marron foncé à noir sur le dessus.
Le dessous peut être uniformément jaune ou taché de marron.
Il existe un dimorphisme lié à la saison.

### Chenille
La chenille est verte et cryptique. Elle s'alimente de mimosacées, surtout d'acacias et de légumineuses.

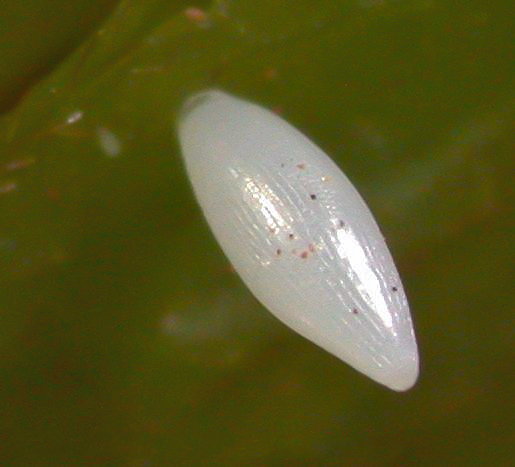
œuf
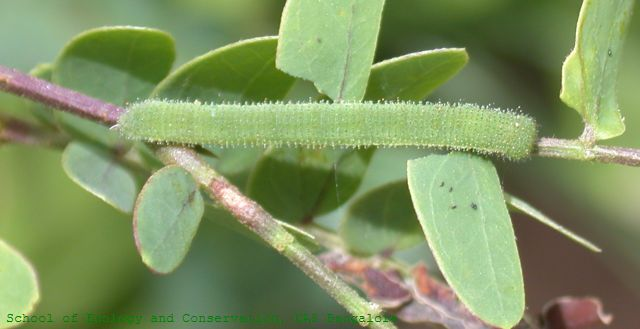
chenille
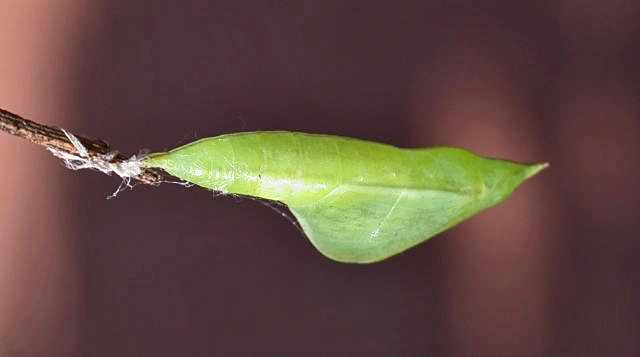
chrysalide

## Biologie
Il vole toute l'année dans la partie tropicale de l'Australie, le nord du pays. C'est un migrateur vers le sud durant la période chaude, il n'est pas résident dans le sud de l'Australie même si par endroits il peut exister de petites colonies de semi-résidents.

### Plantes hôtes
Ses plantes hôtes sont nombreuses, les Acacia, Sesbania, Cassias (Cassia surrattensis), Caesalpinia, Albizia (Albizia lebbeck), Breynia oblongifolia, Breynia cernua, Breynia nivosa, Hypericum aethiopicum, Phyllanthus tenellus, Leucaena glauca, Sesbania aculeata, Indigofera.

### Parasitisme
Eurema hecabe est parasité par des Wolbachia.

## Distribution
L'espèce est présente dans toute l'Afrique, à Madagascar, dans le sud de l'Asie et jusqu'en Australie.

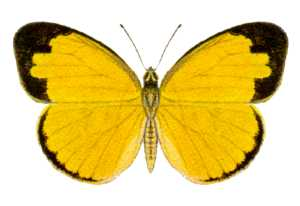
le dessus

## Nom vernaculaire
Ce papillon se nomme en anglais Common Grass Yellow.

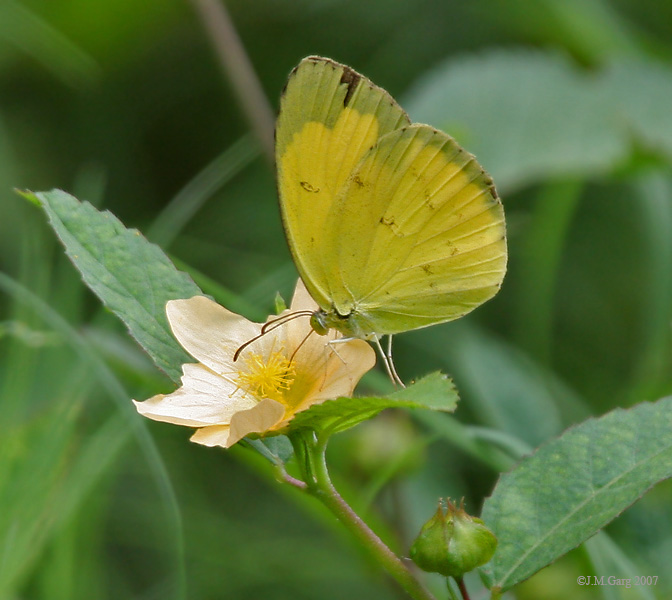
La bordure de l'apex est visible en transparence l'apex

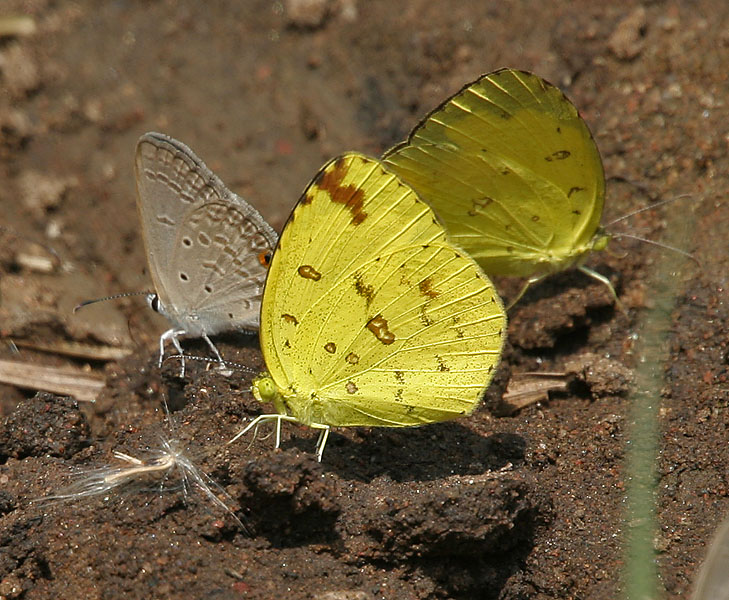

## Systématique
Eurema hecabe (Carl von Linné, 1758)

### Synonymes
- Papilio hecabe (Linnaeus, 1758)
- Terias hecabe (Fruhstorfer, 1910).

### Sous-espèces
- Eurema hecabe hecabe à Célèbes.
- Eurema hecabe albina Huang, 1994
- Eurema hecabe amplexa (Butler, 1887)
- Eurema hecabe biformis (Butler, 1884)
- Eurema hecabe brevicostalis Butler à Timor
- Eurema hecabe contubernalis (Moore, 1886)
- Eurema hecabe diversa (Wallace, 1867)
- Eurema hecabe hobsoni (Butler, 1880)
- Eurema hecabe kerawara Ribbe
- Eurema hecabe latilimbata (Butler, 1886)
- Eurema hecabe nivaria Fruhstorfer aux iles Salomon
- Eurema hecabe oeta (Fruhstorfer, 1910) en Papouasie.
- Eurema hecabe phoebus (Butler, 1886) dans le nord de l'Australie.
- Eurema hecabe solifera (Butler, 1875) dans la savane tropicale africaine[2].

## Protection
Pas de statut de protection particulier.